# سيندي مورغان (مغنية)
سيندي مورغان (بالإنجليزية: Cindy Morgan)‏ هي مغنية أمريكية، ولدت في 4 يونيو 1968 في هاروغيت في الولايات المتحدة.

## وصلات خارجية
- الموقع الرسمي
- سيندي مورغان على موقع IMDb (الإنجليزية)
- سيندي مورغان على موقع ميوزك برينز (الإنجليزية)
- سيندي مورغان على موقع ديسكوغز (الإنجليزية)